# Marco Aurelio Zani de Ferranti
Marco Aurelio Zani de Ferranti (Bologna, 23 dicembre 1801 – Pisa, 28 novembre 1878) è stato un chitarrista, compositore e letterato italiano.

## Biografia
Marco Aurelio Zani de Ferranti, di famiglia nobile, nacque nel 1801 e iniziò a studiare il violino sotto la guida di Alessandro Gerli a Lucca, ma poi abbandonò il violino per passare definitivamente alla chitarra. 
Nel 1820 iniziò la sua carriera di concertista, si trasferì a Parigi, all'epoca vera e propria capitale culturale per la chitarra. Dopo una tournée in Russia nel 1821 si stabilì a Pietroburgo; pur continuando ad esibirsi, ottenne un lavoro come bibliotecario e segretario privato nella stessa San Pietroburgo; successivamente tenne concerti anche in Germania, in Belgio e in Gran Bretagna.
In Russia apparve come chitarrista fino al 1824. Dopo essere stato arrestato per aver commesso una 'cospirazione' e condannato a quattro mesi di prigione, fu espulso dalla Russia.
In seguito fece una serie di tournée in Francia, Inghilterra, Italia.  Si recò anche negli Stati Uniti in tournée con Camillo Sivori e vi rimase per circa un anno.
Tornò a Parigi, per poi stabilirsi definitivamente a Bruxelles nel 1827. Nel 1830 sposò la sua allieva Trinette Julie van Bever. Il loro figlio César nacque il 7 febbraio 1831.
Nel 1846 fu nominato professore di lingua italiana al Conservatorio di Bruxelles. Tenne l'incarico fino al 1855, per poi rientrare in Italia, stabilendosi definitivamente a Pisa.
Nel corso della sua carriera ricevette elogi da contemporanei illustri. Fu lodato da Hector Berlioz nel 1859: "chitarrista incomparabile". Così come da Niccolò Paganini: “superiore a tutte le celebrità d’Europa”, e da Gioachino Rossini: "... le tue composizioni armoniose e armoniose assicurano una nuova era per questo strumento che stava cadendo nell'oblio".
Fu insignito del titolo di "Chitarrista Onorario del Re dei Belgi".
Appassionato anche di letteratura, lasciò quasi trecento brevi saggi su argomenti musicali, sociologici o letterari, traduzioni di Lamartine e un saggio sulla Divina Commedia di Dante.
Fu autore anche di opere teorico-musicali.

## Tecniche strumentali e interpretative
Zani de Ferranti faceva ampio uso del glissando. Tale tecnica gli permetteva di fare 'cantare' la chitarra, una qualità su cui hanno commentato molti recensori. Nelle sue composizioni, Ferranti indicava il glissando con una linea di collegamento, e il vibrato con una linea ondulata. Inoltre, usava il barrè con ogni dito, così come il pollice per fermare le corde di basso.  La sua esigenza di bellezza del suono non era compatibile con l'uso delle unghie e pertanto egli metteva la corda in vibrazione con il solo polpastrello.

## Scritti
- Di varie lezioni da sostituirsi alle invalse nell'Inferno di Dante Alighieri, Bologna, Marsigli e Rocchi, 1855 https://archive.org/details/bub_gb_pbU9iy5cmygC/page/n51
- Dernières Fantaisies, ms. autografo, archivio della famiglia Ferranti [raccolta di 290 saggi]

## Composizioni
Fu autore di opere per chitarra sola, per due chitarre, per tre chitarre, per chitarra e flauto, per chitarra e pianoforte, per chitarra e quartetto d’archi, per voce e chitarra
Nel suo catalogo spiccano i 24 Capricci per chitarra op. 11 (IMF 3), “dédiés aux amateurs” e pubblicati a Bruxelles 